# April (grupo musical)
April (en hangul, 에이프릴; estilizado como APRIL) fue un grupo femenino surcoreano formado por DSP Media en 2015. El nombre del grupo significa «Chica, tu no puedes evitar amar», porque «A» representa lo mejor y «Pril» significa chicas encantadoras. Debutaron el 24 de agosto de 2015; con el miniálbum Dreaming y su canción principal "Dream Candy". El grupo estaba compuesto en sus últimos momentos por seis integrantes: Chaekyung, Chaewon, Naeun, Yena y Rachel.

## Historia

### Predebut: Puretty yKara Project
Desde 2012 al 2014, la antigua miembro Somin fue un miembro del grupo disuelto, «Puretty». El grupo debutó en Japón con la canción «Cheki☆Love» y fue disuelto en 2014 con los planes de que sus miembros trabajarán en otros grupos.
A mediados de 2014, Somin y Chaewon se convirtieron en las finalistas de «KARA Project», en el cual siete aprendices compitieron y se convirtieron en las nuevas miembros de la compañía discográfica, en grupo KARA. Ellas terminaron en el segundo y cuarto lugar, respectivamente.

### 2015: Debut conDreaming, salida de Somin,Boing BoingySnowman
El 9 de febrero, DSP Media anunció que debutaría un nuevo grupo de chicas quienes serían la nueva generación de Fin.K.L y KARA.
En julio de 2015, DSP Media anunció a las miembros de April mediante una serie de rompecabezas con el logo y la mascota del grupo, el cual fue escogido luego de abrir una votación. A principios de agosto, DSP Media confirmó que April haría su debut el 24 de agosto con el miniálbum, «Dreaming».
El 24 de agosto, April publicó el vídeo musical de la canción principal de su álbum debut, «Dream Candy». El mismo día, el grupo debutó en directo mediante la aplicación «V» de Naver, presentándose en su «April Debut Showcase–Live», en el cual publicaron y presentaron su miniálbum Dreaming.
El 11 de septiembre, April publicó una coreografía especial para el vídeo musical de «Dream Candy», el cual fue filmado en el centro de Seúl.
El 9 de noviembre, DSP Media anunció que luego de largas conversaciones, Somin tomó la decisión de abandonar el grupo. El mismo día DSP anunció que el grupo haría su regreso en noviembre, como un grupo de cinco miembros.
El 14 de noviembre, DSP Media publicó en el sitio web oficial de April en Instagram, una imagen informativa, con la forma de un test matemático, anunciando el 1.er sencillo de un álbum del grupo. El 16 de noviembre, un rompecabezas con el logo de su sencillo Boing Boing fue publicado en YouTube. El 17 de noviembre, un rompecabezas del grupo fue publicado en la cuenta oficial del grupo en Instagram. El 18 de noviembre, la agencia reveló varias imágenes del grupo, así como también imágenes de individuales de las miembros del grupo, las cuales revelaban un concepto «scout». El 19 de noviembre, DSP Media público una serie de imágenes para el segundo concepto. El 20 de noviembre, la agencia publicó imágenes de la filmación del vídeo musical y reveló que la canción sería promovida por el grupo, la cual se llamaría «Muah!». El 23 de noviembre, un rompecabezas del vídeo musical de «Muah!» fue publicado. Del 24 de noviembre, se publicó un preestreno de los dos títulos de «Boing Boing». El 25 de noviembre, el vídeo musical de «Muah!» fue publicado en el sitio oficial del grupo en YouTube, así como una secuencia longitudinal de imágenes de las escenas y una entrevista.
El 10 de diciembre, DSP Media anunció que April publicaría un álbum especial de invierno, titulado «Snowman» el 21 de diciembre, y revelaron un acertijo en forma de rompecabezas, con las imágenes del álbum grupo en Facebook, Twitter, Instagram y Fan cafe. El 31 de diciembre, DSP Media publicó una coreografía especial del vídeo musical de «Snowman» en el canal oficial de YouTube. El 18 de enero de 2016, DSP Media publicó la versión especial Noraebang, para el vídeo musical de «Snowman» en el canal oficial de YouTube.

### 2016: Lanzamiento deSpring,primer conciertoDreamland, salida de Hyunjoo e ingreso de Chaekyung y Rachel
En abril, DSP Media informó que April estará haciendo una reaparición con un nuevo álbum a finales de mes con una imagen más fresca. El 27 de abril, April reveló su nuevo álbum «Spring» y el video musical para su canción principal «Tinkerbell». El video musical para la canción «Tinkerbell» se desarrollada en el verano con las integrantes como hadas en un bosque, destacando la conexión del grupo con la temporada y su imagen fresca y encantadora.
El grupo también celebró este año con su primer concierto en solitario llamado «Dreamland» el cual contó con 2 presentaciones. La primera fue el 15 de agosto el Baekam Art Hall en Seúl mientras que la segunda fue realizada el 15 de octubre en Tokio.
El 30 de octubre se anunció que Hyunjoo decidió dejar el grupo para concentrarse en su carrera de actuación. El día 10 de noviembre, DSP Media anunció que Yoon Chaekyung, exmiembro de los grupos PURETTY, C.I.V.A, I.B.I y exparticipante de Produce 101, sería la nueva miembro y líder del grupo junto a Rachel, una chica de 16 años con ascendencia estadounidense.

### 2017: Lanzamiento dePrelude, Mayday, Eternityy segundo concierto en solitarioDream Land (Take My Hand)
A finales de 2016, el grupo de ahora seis integrantes, compartió una foto teaser de las chicas dando la espalda a la cámara. El teaser presenta el texto «Prelude»  y revela un nuevo lanzamiento el 4 de enero a la medianoche. El subtítulo en Twitter incluye los hashtags, “Pronto” y “Han esperado mucho tiempo, ¿verdad?”. El 4 de enero, APRIL hizo su regreso con «Prelude»  y el video musical para su canción principal «April Story»  El lindo video musical de la pista muestra a las integrantes vestidas como muñecas en miniatura en una tienda mientras observan en secreto al protagonista masculino.
El 15 de mayo, APRIL reveló una imagen teaser con un concepto retro revelando que el grupo regresara el 29 de mayo con su sencillo titulado «Mayday». El 29 de mayo, APRIL reveló el video musical para «Mayday», «Mayday» es un tema enérgico y fresco que expresa los sentimientos de quien está a punto de enamorarse. El nuevo sencillo de APRIL también contiene las pistas «Lovesick» y «Yes Sir».
El 23 de agosto, su agencia, DSP Media, declaró que el grupo se está preparando para lanzar más música en septiembre. APRIL regresará aproximadamente cuatro meses después de haber lanzado su sencillo «Mayday» en mayo. El 20 de septiembre a las 6 p. m. KST, el grupo publicó su nuevo álbum, titulado «Eternity» junto con el vídeo musical de la canción principal. «Take My Hand»  es una canción a medio tempo con las emociones líricas de APRIL. La canción quiere reconfortar a la gente en diferentes oraciones, con lo que será una canción con la que la gente se sienta identificada.
El grupo cerró el año con broche de oro celebrando su segundo concierto en solitario titulado «Dream Land (Take My Hand)» teniendo éste solo una presentación en el Shinagawa Inercity Hall de Tokio el 9 de diciembre.

### 2018: Lanzamiento deThe Blue, debut en Japón conTinkerbell, yThe Ruby
El 27 de febrero a la medianoche, DSP Media reveló a través de una imagen teaser que harían su regreso el 12 de marzo con un álbum titulado «The Blue» . El 12 de marzo a las 6 p. m. APRIL hizo su regreso con «The Blue» y el video musical para su canción principal «The Blue Bird». El tema promocional «The Blue Bird» expresa los sentimientos sobre desear convertirse en la fuente de felicidad de alguien.
El 22 de marzo, DSP Media reveló que APRIL tendría su debut en Japón el 25 de abril con la versión japonesa de su canción "Tinkerbell".
El 5 de octubre el grupo lanzó un horario para su regreso con «The Ruby». El 11 de octubre, cuando ya habían sido reveladas todas las imágenes teaser individuales, se lanzó la tracklist del álbum. El 14 de octubre se lanzó el teaser del video musical para «Oh My Mistake!». El 16 de octubre se liberó «The Blue Ruby» y el vídeo musical para «Oh My Mistake!» que presenta un concepto retro con una paleta de colores bien trabajada y agradable de mirar.

### 2019: Lanzamiento deOh-Eh-Ohen Japón
El 14 de diciembre de 2018, la agencia DSP Media anunció que April estaría haciendo un nuevo lanzamiento en Japón con un sencillo el 16 de enero de 2019, con el lanzamiento de la versión japonesa de «Oh-Eh-Oh», el cual hace parte de su álbum «The Ruby». El sencillo también incluye la versión japonesa de la canción «The Blue Bird» del álbum «The Blue», la versión instrumental de ambas, y la versión coreana de «Oh-Eh-Oh».

### 2020: Lanzamiento deDa CapoyHello Summer
El 9 de abril a través de redes sociales, DSP reveló un póster con el nuevo álbum del grupo y Fecha de lanzamiento, emocionado a los fans ya que fechas anteriores se había retrasado el comeback de las chicas hasta nuevo aviso. La agencia reveló elegantes fotos y teaser de las chicas en dúos acerca del concepto. April hizo su regreso el 22 de abril con su nuevo álbum que contiene 6 canciones y uno exclusivo sólo para el CD entre ellas con el tema principal de «LALALILA» en la cual podemos apreciar un temática fresca galáctica, futurista y la belleza del las chicas.
En julio se reveló un corto video en el canal de YouTube de APRIL en el que se mostraba una piscina con las piernas de unas de las miembros. Desde el 20 de julio, se comenzaron a revelar los teasers de cada una de las miembros desde Chaekyung a Jinsol. El 29 de julio se reveló su sencillo especial de verano titulado «Hello Summer» el cual contiene la pista principal titulada «Now Or Never» y una canción extra llamada «Paradise» así como las instrumentales de cada una. El concepto de verano del álbum fue elegido por la integrante Yena quien ya había mencionado que le gustaría un álbum de verano para su próximo lanzamiento.

## Miembros
| Miembros         | Miembros         | Miembros             | Miembros             | Miembros                                         | Miembros                         | Miembros                                   |
| Nombre artístico | Nombre artístico | Nombre de nacimiento | Nombre de nacimiento | Posición                                         | Fecha de nacimiento              | Lugar de nacimiento                        |
| Romanización     | Hangul           | Romanización         | Hangul/Hanja         | Posición                                         | Fecha de nacimiento              | Lugar de nacimiento                        |
| ---------------- | ---------------- | -------------------- | -------------------- | ------------------------------------------------ | -------------------------------- | ------------------------------------------ |
| Chaekyung        | 채경             | Yoon Chae-kyung      | 윤채경               | Líder, bailarina líder, vocalista                | 7 de julio de 1996 (28 años)     | Siheung, Gyeonggi, Corea del Sur           |
| Somin            | 소민             | Jeon So-min          | 전소민               | Líder, vocalista líder, cara del grupo           | 22 de agosto de 1996 (28 años)   | Seúl, Corea del Sur                        |
| Chaewon          | 채원             | Kim Chae-won         | 김채원               | Vocalista principal, rapera                      | 8 de noviembre de 1997 (27 años) | Gongju, Chungcheong del Sur, Corea del Sur |
| Hyunjoo          | 현주             | Lee Hyun-joo         | 이현주               | Bailarina líder, sub-vocalista, visual           | 5 de febrero de 1998 (27 años)   | Seúl, Corea del Sur                        |
| Naeun            | 나은             | Lee Na-eun           | 이나은               | Vocalista líder, visual, rapera, cara del grupo  | 5 de mayo de 1999 (26 años)      | Seo, Daejeon, Corea del Sur                |
| Yena             | 예나             | Yang Ye-na           | 양예나               | Bailarina principal, rapera líder, vocalista     | 22 de mayo de 2000 (25 años)     | Dong-gu, Daegu, Corea del Sur              |
| Rachel           | 레이첼           | Jiang Lianyuan       | 姜倞媛               | Rapera principal, bailarina principal, vocalista | 28 de agosto de 2000 (24 años)   | Nuevos Territorios, Hong Kong, China       |

## Discografía

### Miniálbumes (EP)
| Título   | Detalles del álbum                                                                                  | Lista de canciones | Posicionamientos | Ventas       |
| Título   | Detalles del álbum                                                                                  | Lista de canciones | KOR              | Ventas       |
| -------- | --------------------------------------------------------------------------------------------------- | --- | ---------------- | ------------ |
| Dreaming | - Lanzamiento: 24 de agosto de 2015 - Discográfica: DSP Media, LOEN Entertainment - Formato: CD, DL | 1. "꿈사탕 (Dream Candy)" 2. "Hurry Hurry" 3. "Knock Knock" 4. "느낌 (Feeling)" 5. "Luv Me x3" 6. "스릴러 (Thriller)" | 8                | - KOR: 2542+ |

### Sencillos de álbumes
| Título      | Detalles del álbum                                                                                    | Lista de canciones                                              | Posicionamientos | Ventas       |
| Título      | Detalles del álbum                                                                                    | Lista de canciones                                              | KOR              | Ventas       |
| ----------- | --- | --------------------------------------------------------------- | ---------------- | ------------ |
| Boing Boing | - Lanzamiento:25 de noviembre de 2015 - Discográfica: DSP Media, LOEN Entertainment - Formato: CD, dl | 1. "유리성 (Glass Castle)" 2. "Muah!" 3. "Muah! (Instrumental)" | 13               | - KOR: 2000+ |

### Álbumes especiales
| Título                               | Detalles del álbum                                                                                                  | Lista de canciones                   | Posicionamientos | Ventas |
| Título                               | Detalles del álbum                                                                                                  | Lista de canciones                   | KOR              | Ventas |
| ------------------------------------ | --- | ------------------------------------ | ---------------- | ------ |
| Snowman (Álbum especial de invierno) | - Lanzamiento: 21 de diciembre de 2015 - Discográfica: DSP Media, LOEN Entertainment - Formato:CD, digital download | 1. Snowman 2. Snowman (Instrumental) | —                | - KOR: |

### Sencillos
| Título        | Año  | Posicionamientos | Ventas         | Álbum       |
| Título        | Año  | KOR              | Ventas         | Álbum       |
| ------------- | ---- | ---------------- | -------------- | ----------- |
| "Dream Candy" | 2015 | 52               | - KOR: 30 289+ | Dreaming    |
| "Muah!"       | 2015 | —                | - KOR: —       | Boing Boing |
| Snowman       | 2015 | —                | - KOR: —       | Snowman     |

## Filmografía

### Dramas
| Año  | Título           | Canal     | Miembro(s)          | Notas                            |
| ---- | ---------------- | --------- | ------------------- | -------------------------------- |
| 2014 | KARA Secret Love | Dramacube | Somin               | Cameo                            |
| 2015 | April Episode    | DSP Media | Todas excepto Naeun | Rol principal; Previo a su debut |

### Programas de variedades
| Año  | Título                        | Canal           | Miembro(s)     | Notas                       |
| ---- | ----------------------------- | --------------- | -------------- | --------------------------- |
| 2014 | Kara Project                  | MBC Music       | Somin, Chaewon | Oponentes                   |
| 2015 | Weekly Idol                   | MBC Every 1     | Todas          | Invitadas, episodio 215     |
| 2015 | Here Goes April               | Naver V Channel | Todas          |                             |
| 2015 | Let's Go Dream Team! Season 2 | KBS 2TV         | Yena           | Apareció en el episodio 309 |
| 2015 | The National Best Family      | BnM             | Yena, Jinsol   |                             |
| 2016 | Vitamin                       | KBS 2TV         | Todas          |                             |
| 2016 | The National Best Family      | BnM             | Naeun, Jinsol  |                             |

## Videografía

### Vídeos musicales
| Año  | Título        | Director | Notas                                           |
| ---- | ------------- | -------- | ----------------------------------------------- |
| 2015 | "Dream Candy" | Digipedi | Vídeo musical debut                             |
| 2015 | "Dream Candy" | Digipedi | Coreografía especial en el vídeo musical        |
| 2015 | "Muah!"       | Zanybros | Dirigido por Hong Won Ki                        |
| 2015 | "Snowman"     | Zanybros | Sencillo de invierno, dirigido por Lim Seok Jin |
| 2015 | "Snowman"     | Zanybros | Vídeo musical de la coreografía especial        |
| 2016 | "Snowman"     |          | Versión Noraebang                               |

### Apariciones en vídeos musicales
| Año  | Título            | Artista     | Miembro(s)     |
| ---- | ----------------- | ----------- | -------------- |
| 2014 | "White"           | DSP Friends | Somin, Chaewon |
| 2014 | "Born Hater"      | Born Hater  | Somin          |
| 2014 | "Stop It Stop It" | Got7        | Naeun          |